# (36361) 2000 OS4
2000 OS4 (asteroide 36361) é um asteroide da cintura principal. Possui uma excentricidade de 0.16382040 e uma inclinação de 4.33745º.
Este asteroide foi descoberto no dia 24 de julho de 2000 por LINEAR em Socorro.